# 삼호중앙초등학교
삼호중앙초등학교는 대한민국 전라남도 영암군에 있는 공립 초등학교이다.

## 역사
- 1944년 5월 24일 삼호서공립국민학교 개교
- 1953년 11월 16일 삼호중앙국민학교로 개칭
- 1963년 3월 27일에 나불분교 개교
- 1970년 3월 1일 고마도 외도 분실 설치
- 1974년 2월 6일 장전분교 개교
- 1976년 3월 1일 장전국민학교 분리
- 1981년 3월 1일 병설유치원 개원